# Kothapalle, East Godavari
Kothapalle là một mandal thuộc huyện East Godavari, bang Andhra Pradesh, Ấn Độ.